# Paseo del Borne (Palma de Mallorca)
El paseo del Borne (Passeig del Born en catalán) es una vía del centro de la ciudad de Palma de Mallorca (Islas Baleares, España).

## Descripción

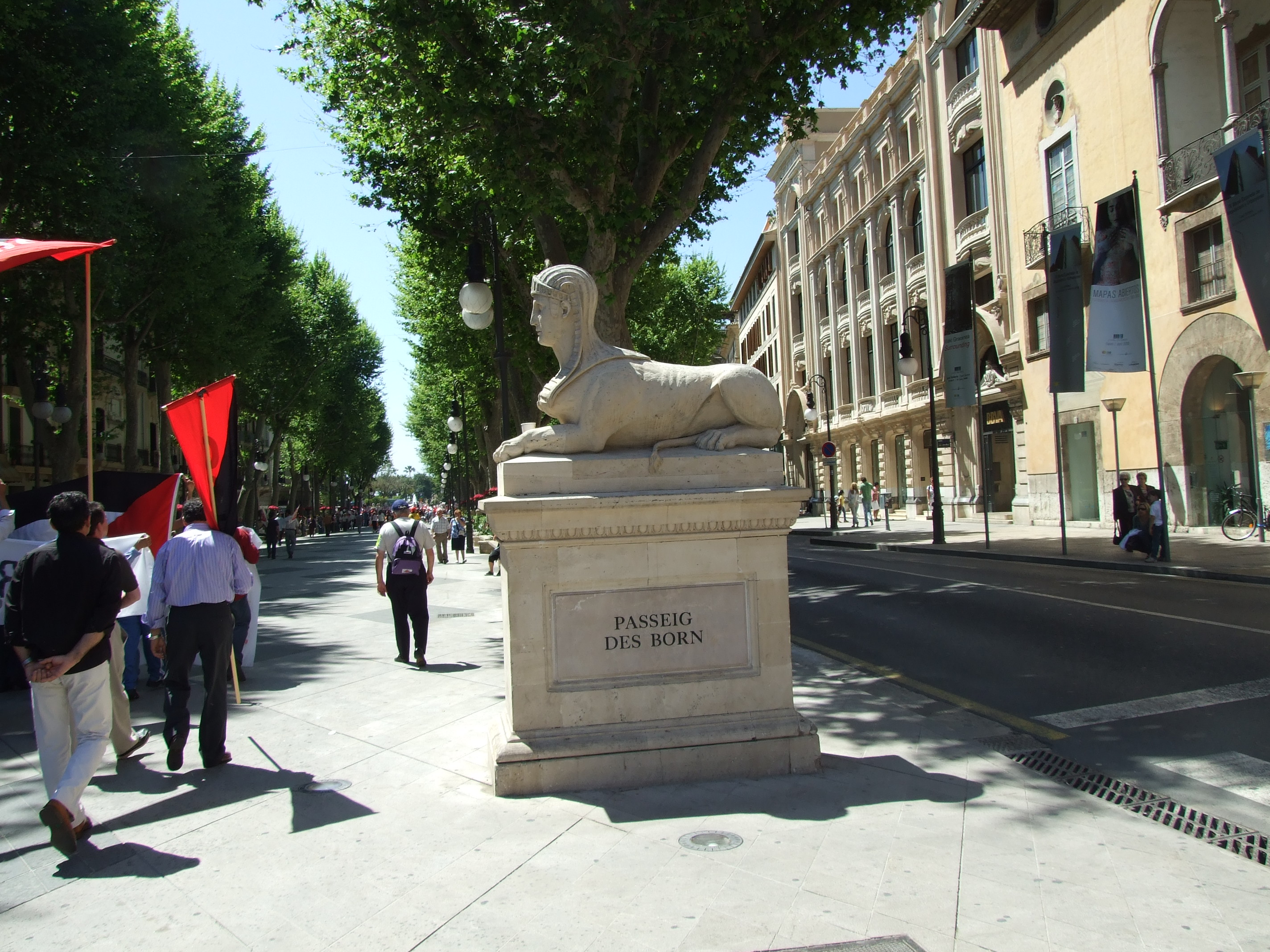
Una de las esfinges en el inicio del Borne; a la derecha, el Casal Solleric.

Une la plaza de Juan Carlos I —popularmente conocida como plaza de las tortugas— con la plaza de la Reina, donde se inicia la avenida de Antonio Maura. El paseo fue construido sobre el antiguo cauce del torrente de la Riera, que antiguamente cruzaba el centro de la ciudad.
Consta de un paseo peatonal central y dos carriles para el tráfico (uno para cada sentido) a cada lado del paseo. Actualmente, uno de estos es también zona peatonal.
En este paseo está situado el antiguo cine Born, cerrado en los años 1980, actualmente reconvertido en una tienda Zara y el Casal Solleric, un antiguo palacio transformado en espacio de exposiciones.
Al llegar a la plaza de la Reina el paseo se comunica con el paseo Marítimo y en la plaza de Juan Carlos I fluyen la avenida Jaime III, una de las principales zonas comerciales de Palma y la calle Unión, que une el paseo con las Ramblas.